# Papa Calixt al II-lea

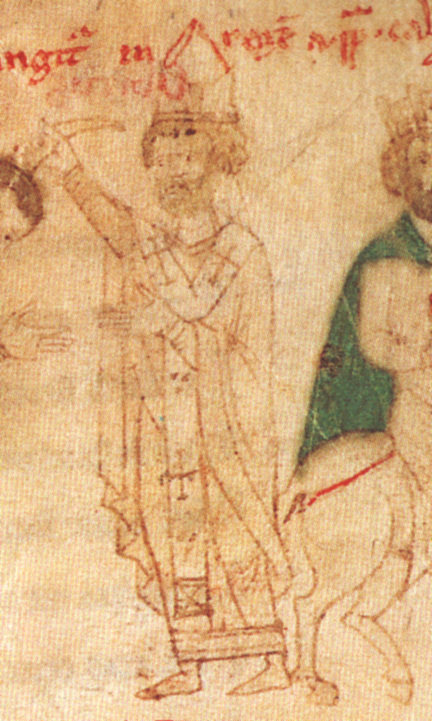
Papa Calixt al II-lea

Papa Calixt al II-lea (nume civil: Guido de Vienne sau Guido Conte de Bourgogne, fiul contelui Wilhelm De Bourghogne) (n. 1065, Quingey⁠(d), Franche-Comté⁠(d), Franța – d. 13 decembrie 1124, Roma, Sfântul Imperiu Roman) a fost un papă al Romei, fiind ales pe data de 2 februarie 1119, după decesul lui Ghelasie al II-lea.
Înainte de ajunge papă a fost arhiepiscopul din Vienne (Franța). În timpul pontificatului său avea loc concordatul de la Worms, (încheiat cu Împăratul Henric al V-lea al Sfântului Imperiu Roman pe data de 23 septembrie 1122).
Prin acest concordat împăratul accepta dreptul bisericii la investitură. În schimb, papa era de acord să aibă loc alegerea episcopilor și stareților germani în prezența unor trimiși imperiali. Însă cei aleși urmau să primească regaliile legate de funcțiile lor bisericești  de către  monarh prin sceptrul lui.
În 1220 Calixt al II-lea l-a sanctificat pe Sf. David.